# ووچی دو
ووچی دو (به لاتین: Vučji Do) یک منطقهٔ مسکونی در مونته‌نگرو است که در شهرداری نیکشیچ واقع شده‌است. ووچی دو ۲۲ نفر جمعیت دارد.